# مارك هاك
مارك هاك (بالإنجليزية: Mark Huck)‏ هو متزلج سريع أمريكي، ولد في 2 أغسطس 1957 في إيفانستون في الولايات المتحدة.

## وصلات خارجية
- مارك هاك على موقع SpeedSkatingNews.info (الإنجليزية)
- مارك هاك على موقع أوليمبيديا (الإنجليزية)